# Glorification of the Master of Light
Glorification of the Master of Light is een muziekalbum van de band Crimson Moonlight. Het album werd in 1997 uitgebracht. 
Het album zou eigenlijk het enige album zijn van deze band, maar later werd besloten om toch verder te gaan met de band. Dit album is uitgebracht op cd en cassette.

## Tracklist
- 1 Intro (Glorification Of.......)
- 2 Alone In Silence
- 3 Ett Kors Restes.....
- 4 From Death To Life
- 5 Ljuset
- 6 Fullmånen Skola Vändas Uti Blood
- 7 Tidens Slut Är Nära
- 8 The Explanation Of Christ's Death
- 9 A Prayer For Strength
- 10 Outro